# Martti Larni

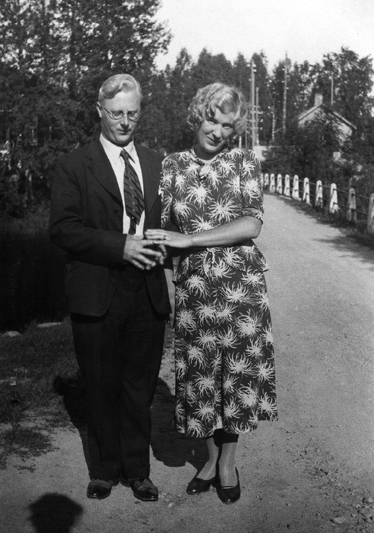
Martti Larnimed fru.

Martti Johannes Larni, född 22 september 1909 i Helsinge, död 7 mars 1993 i Helsingfors, var en finländsk författare och journalist.
Larni hette ursprungligen Matti Laine och skrev under detta namn den mycket uppmärksammade romanen Kuilu (1937). Romanen, som behandlar finska inbördeskriget, tar upp tabubelagda ämnen såsom homosexualitet och grovt våld och väckte anstöt på många håll, och likaså stämde hans skildring av de vita illa överens med 1930-talets fosterländska anda. Vid sidan av sitt arbete som journalist vid de kooperativa tidningarna Elanto och Me Kuluttajat fortsatte Larni att vara en produktiv författare. Under 1940-talet publicerade han en roman per år, vissa under namnet Dan Aster. Det riktigt stora genombrottet kom 1957 med romanen Neljäs nikama eli veijari vasten tahtoaan. Boken är en satir om egendomligheter i livsstilen och kommersiellt humbug i USA och blev uppskattad speciellt i Östeuropa. Han tilldelade Pro Finlandia-medaljen 1966.